# Атлетика на Летњим олимпијским играма 1904 — маратон за мушкарце
Маратонска трка за мушкарце је представљала врхунац атлетских такмичења на Олимпијским играма 1904. у Сент Луису. Одржана је 30. августа 1904. године на стази дугој 40 километара. Трчало се улицам града, а старт и циљ су били на стадиону универзитета Вашингтон Франсис Филд који се користи за атлетику, фудбал и амерички фудбал.
Старт је био у 15.03 часова, по сунчаном времену и теператури од 28&nbsp;°C. Учествовала су 32 такмичара из пет земаља.

## Земље учеснице
- Куба(1)
- Грчка (9)
- Француска (1)[2]
- Јужноафричка Република (3)
- САД(18)

## Рекорди пре почетка такмичења
| Светски рекорд    | нису вођени |               |               |                      |
| Олимпијски рекорд | 2.58:50(*)  | Спиридон Луис | Атина (Грчка) | 10. април 1896. (ГК) |

• = постигнут на стази од 40 километара

## Резултати
Трку је повео Фредерик Лорз, али је после 14,5 км одустао због исцрпљености. У вођство су прешли Артур Њутн и Самјуел Мелор, али је Мелор морао да успори, а напред је пошао Томас Хикск. После двадесетог километра Мелор је повратио вођство, али је ускоро одустао. У току трке Кубанац Андарин Карвајал је стао да убере неколико зелених јабука, јер није јео неколико сати, али то је довело до грчева у стомаку. Трку је завршио на четвртом месту. Хикс који је био на челу трке затражио је од свог асистента да му помогне дозом од око 1 мг стрихнин у јаја протеину, што је поновио и на 32 км, а узео је и неколико гутљаја ракије. У међувремену Лорзев тренер га је добар део пута повео колима из којих је изашао испред Хикса и први је ушао на стадион и прешао линију циља 15 минута пре доласка Хикса. Уз овације публике требало је да буде проглашен победником, када се на стадиону појавио Хикс. Након уложеног приговара Лорзе је дисквалификован, а Хикс проглашен за победника.
| Место | Атлетичар                            | Време        |
| ----- | ------------------------------------ | ------------ |
|       | Томас Хикс САД                       | 3.28:53      |
|       | Алберт Кореј САД                     | 3.34:52      |
|       | Артур Њутон САД                      | 3.47:33      |
| 4     | Андарин Карвајал Куба                | Непознато    |
| 5     | Dimitrios Veloulis Грчка             | Непознато    |
| 6     | David Kneeland САД                   | Непознато    |
| 7     | Henry Brawley САД                    | Непознато    |
| 8     | Сидни Хеч САД                        | Непознато    |
| 9     | Len Taunyane Јужноафричка Република  | Непознато    |
| 10    | Christos Zechouritis Грчка           | Непознато    |
| 11    | Ф. П. Девлин САД                     | Непознато    |
| 12    | Jan Mashiani Јужноафричка Република  | Непознато    |
| 13    | John Furla САД                       | Непознато    |
| 14    | Andrew Oikonomou Грчка               | Непознато    |
|       | Едвард П. Кар { САД                  | Није завршио |
|       | Georgios Drosos Грчка                | Није завршио |
|       | Роберт Фовлер САД                    | Није завршио |
|       | John Foy САД                         | Није завршио |
|       | William Garcia САД                   | Није завршио |
|       | Charilaos Giannakas Грчка            | Није завршио |
|       | Bertie Harris Јужноафричка Република | Није завршио |
|       | Томас Џ. Кенеди { САД                | Није завршио |
|       | Џон Лордон { САД                     | Није завршио |
|       | Ioannis Lougkitsas Грчка             | Није завршио |
|       | Georgios Louridas Грчка              | Није завршио |
|       | Самјуел Мелор САД                    | Није завршио |
|       | Френк Пирс САД                       | Није завршио |
|       | Petros Pipiles Грчка                 | Није завршио |
|       | Гај Портер САД                       | Није завршио |
|       | Мајкл Спринг САД                     | Није завршио |
|       | Georgios Vamkaitis Грчка             | Није завршио |
| ДИСК  | Фредерик Лорз САД                    | 3.13:00      |